# Fiat SPA 38R
Le Fiat SPA 38R est un camion militaire léger, porteur en version 4x2, fabriqué par le constructeur italien S.P.A., filiale de Fiat V.I., entre les années 1933 et 1944. 
Le Fiat SPA 38R a été conçu en parallèle avec le Fiat SPA 36R. Il se distingue extérieurement de ce dernier avec l'avant de son capot moteur doté d'une calandre rectangulaire alors que celle du 36R est en demi-cercle. Son moteur est refroidi par eau, contrairement à celui du SPA 36R qui est refroidi par air, système qui a représenté une véritable exception dans la gamme Fiat V.I.. Le Fiat SPA 38R a été le camion standard de l'armée italienne pendant la Seconde Guerre mondiale.

## Histoire
Le camion Fiat SPA 38R, comme son jumeau 36R, ont été créés sur commande du Regio Esercito, l'armée du Roi d'Italie, dans le but de remplacer le camion Fiat SPA 25C/10. La conception et la production de ce camion a été confiée à la filiale poids lourds de Fiat V.I. de l'époque S.P.A.. SPA présenta 2 prototypes : l'un traditionnel avec un moteur refroidi par eau, le 38R et un second avec un moteur refroidi par air, le 36R.
Ce dernier a été présenté comme le système idéal pour des opérations militaires dans le cadre africain et pour faire face aux rigueurs du climat de montage, là où l'eau pour les refroidissement est très rare ou gelée. SPA avait soumis ces deux modèles semblables mais pouvant être complémentaires aux autorités militaires italiennes.
Contre toute attente, les autorités militaires retinrent les deux versions qu'ils homologuèrent en 1935 et envoyèrent la première livraison en Libye italienne et en Afrique orientale italienne. La version refroidie par air 36R ne donna pas vraiment satisfaction ce qui limita sa production à la première commande préliminaire sans autre complément, contrairement au 38R qui sera largement utilisé pendant la Guerre d'Espagne et sur tous les fronts de la Seconde Guerre mondiale après une légère modification des suspensions de l'essieu arrière pour améliorer son adhérence sur les parcours tout-terrain très accidentés.
Largement utilisé par le Corpo Truppe Volontarie pour le transport de troupes ainsi que pour tirer le canon italien 65/17 Mod. 1908/1913, ce camion démontra sa fiabilité et sa robustesse.
Au printemps 1940, la France, qui voulait rapidement s'armer et disposer d'un véhicule fiable ayant fait ses preuves, en vue de son entrée en guerre imminente contre l'Allemagne nazie, passa une commande ferme de 500 exemplaires du 38R à Fiat V.I.. 400 de ces camions seront effectivement livrés avant l'entrée en guerre de l'Italie fasciste contre la France en 1940.
La production de ce camion pour le compte du Regio Esercito, continua pendant toute la durée de la guerre, dans toutes les versions, Standard et Coloniale et avec de très nombreux équipements, dont certains spécialement prévus pour l'armée de l'air italienne, l'Aeronautica Militare. Sa fiabilité et sa robustesse seront mises à très rude épreuve, jusque sur le front russe où il brilla.
Au lendemain de la Seconde Guerre mondiale, la fabrication se poursuivra encore dans la version SPA 38R/45, civile et militaire, dont la caractéristique fut une cabine complètement fermée et un seul réservoir de carburant. Il restera en service dans l'armée italienne jusqu'en 1956.

## Technique
Le Fiat SPA 38R disposait du même châssis et de la même mécanique que son homologue refroidi par air, le Fiat SPA 36R. Son moteur était le fameux Fiat Tipo 18T, essence, 4 cylindres en ligne d'une cylindrée de 4 053 cm3, développant 55 ch à seulement 2 000 tours par minute. Ce moteur avait été imposé par les autorités militaires vu la grande fiabilité dont il avait fait preuve sur les modèles SPA Dovunque 35 et autres Fiat SPA TL37. Disposant d'un empattement de 3 500 mm, il avait encore une cabine à capot avec conduite à droite, comme cela resta de vigueur en Italie jusqu'en 1975. Le plateau arrière pouvait transporter 25 soldats.

## Les différentes utilisations du Fiat SPA 38R
- version de base avec plateau en bois et ridelles,
- Ambulance, avec 6 brancards,
- Autobus, carrossé par Viberti pour les modèles militaires, par Esperia et Orlandi pour les modèles civils,
- Atelier de réparation de campagne,
- Camion réfrigéré,
- Camions de pompiers Bergomi, réservoir de 1.000 litres et pompe de 1.000 l/min sous 8 bars,
- Tracteur de canon Breda 20/65 Mod. 1935,
- Centre radio équipé d'une station Magneti Marelli R5.

## Utilisateurs
Outre l'Italie, plusieurs autres pays ont acheté ce véhicule pour leurs armées respectives :
- Italie: ± 16.000 exemplaires,
- Espagne : 1936 : 600 unités pour équiper le "batallón de transportes n°1",
- France : 1940 : 550 exemplaires commandés en partie pour l'Armée de l'Air, livrés à partir de février. La majorité des 400 exemplaires réceptionnés furent utilisés comme tracteurs d'artillerie pour les pièces de 75 mm lors de la campagne de mai-juin 1940,
- Reich allemand : après l'armistice de septembre 1943, la production du SPA 38 R continua pour le compte des Allemands. La version à cabine fermée, désignée R/45,est apparue en 1944-45.

Comme de coutume chez les constructeurs italiens, aucun chiffre n'est publié officiellement concernant les ventes de véhicules militaires. Selon les archives disponibles, il semble certain que le nombre de camions militaires et civils fabriqués soit supérieur à 17.000 exemplaires entre 1936 et 1943.